# Stark (Kansas)
Stark è un comune degli Stati Uniti d'America, situato nello Stato del Kansas, nella Contea di Neosho.